# Stegersbacher Straße
Die Stegersbacher Straße (B 57a) ist eine Landesstraße in Österreich. Sie verläuft auf einer Länge von 16,6 km von Stegersbach -- Güssinger Straße (B 57) -- nach Rudersdorf nahe Fürstenfeld. Sie führt dabei durch das Tal der Lafnitz.

## Geschichte

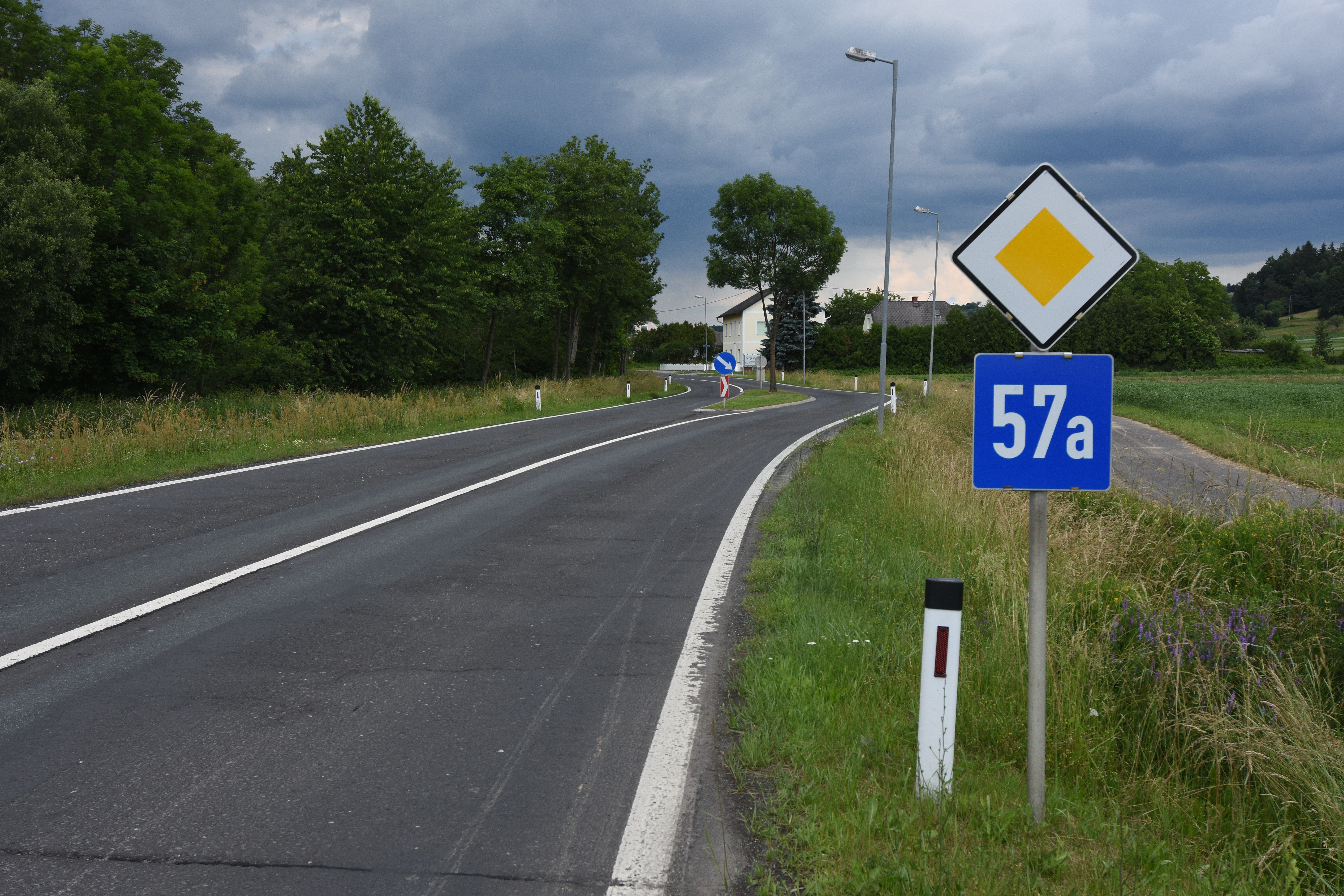
Stegersbacher Straße B 57a

Die Stegersbacher Straße gehört seit dem 1. April 1986 zum Netz der Bundesstraßen in Österreich. 
Der nördliche Streckenabschnitt zwischen Stegersbach und Burgau gehörte seit dem 1. Juli 1926 als Burgauer Straße zum Netz der Landesstraßen im Burgenland. Die Kaltenbrunner Straße auf dem südlichen Streckenabschnitt zwischen Rohrbrunn und Rudersdorf wurde durch eine Verordnung der burgenländischen Landesregierung vom 20. August 1928 zur Bezirksstraße erklärt. Der mittlere Streckenabschnitt Burgauberg – Rohrbrunn wurde zwischen 1994 und 1999 begradigt und ausgebaut.